# 松平忠刻 (桑名藩主)
松平 忠刻（まつだいら ただとき）は、江戸時代中期の大名。伊勢国桑名藩2代藩主。官位は従四位下・下総守。奥平松平家4代。

## 生涯
享保3年（1718年）9月11日、初代藩主・松平忠雅の三男（庶子）として江戸浅草の鳥越下屋敷にて誕生。幼名は岩吉、初名は清種（きよたね）。
世子となっていた嫡出の弟・忠張が早世したため、元文3年（1738年）6月28日に庶出ながら世子に指名され、諱を忠刻に改める（奥平松平家の家督を継ぐものだけが冠する「忠」の字を与えられた）。延享3年（1746年）に父が死去したため、家督を継いだ。
しかし藩政においては、宝暦5年（1755年）に桑名城下が大火に見舞われ、宝暦10年（1760年）と明和4年（1767年）には洪水に遭い、救済のために幕府から借金をするなど、多難続きで藩財政の悪化を招いた。明和5年（1768年）には、家臣の知行を半知借上している。
明和8年（1771年）4月8日に病に倒れたため、幕府に対して隠居を申し出て、6月14日に家督を次男・忠啓に譲った。天明2年（1782年）12月27日に死去、享年65。

## 系譜
父母
- 松平忠雅（父）
- 永林院 ー 関口氏、側室（母）

正室
- 清暁院 ー 酒井忠寄の娘

側室
- 純性院 ー 市原氏

子女
- 松平忠泰（長男）
- 松平忠啓（次男）生母は純性院（側室）
- 律姫、清涼院（次女） ー 池田重寛正室